# Sergio Barros
Sergio Barros est un astronome chilien.

## Biographie
Le Centre des planètes mineures le crédite de la découverte de sept astéroïdes, effectuée entre 1975 et 1977 a l'Université du Chili, dont six en collaboration de Carlos Torres.
| (2741) Valdivia     | 1er décembre 1975 |
| (2757) Crisser      | 11 novembre 1977  |
| (2858) Carlosporter | 1er décembre 1975 |
| (6217) Kodai        | 1er décembre 1975 |
| (10993) 1975 XF     | 1er décembre 1975 |
| (12660) 1975 NC     | 15 juillet 1975   |
| (29079) 1975 XD     | 1er décembre 1975 |